# عبد الله الفدعاني
عبد الله الفدعاني ممثل سعودي.
الفنان والمنتج عبد الله الفدعاني مواليد 1978
بكالوريوس علم اجتماع.. منتج وممثل مسرحي وتلفزيوني.....صاحب مؤسسة عيون الدروازه للإنتاج الفني..
الاسم: عبد الله بن سلمان الفدعاني من مواليد الرياض مستشفى الشميسي القديمه
بكالوريوس علم اجتماع وخدمه اجتماعيه. خريج جامعة الملك عبد العزيز.اخصائي اجتماعي ومتقاعد مبكرا للتفرغ لعمله.
كان حلمه الوقوف امام الكاميرا وعلى المسرح حين كان يرى هذا العالم المهول من الفن واظهار مابداخله من طاقة وابراز موهبته ورؤيته الفنيه 
فوجد نفسه منتج مسرحي ودرامي 
فكان الوقوف أول مره على المسرح وهو أحد نجوم مسرحية غتره وبرمودا ومنتجها وامامه الجمهور كان بالنسبة له حزء من الحلم الكبير الذي تحقق.
وتبعها مسرحية دراكولا من بطولة عبد الرحمن العقل والكنهل والفريحي والفدعاني
وايضا مسرحية المنحاشين لعيد الفطر 2015
ولكن مالم يقدمه لنفسه بأنتاجه لمسلسل ديلفيري في رمضان عام 2014 والذي انتجه لصالح التلفزيون السعودي وسبب عدم اعطاء نفسه فرصه بالادوار الرئيسيه لابراز الشباب وراجع لوجوده مع فريق إنتاج العمل ولاسباب خارجه عن الاراده وفنيه... لكن في مسلسله القادم سناب كداد من انتاجه لصالح التلفزيون السعودي والعمل من بطولة راشد الشمراني وعدد من النجوم سيكون له دور رئيسي فيه
ومن الأعمال التي شارك بها:
المسلسلات
```
لعبة الشيطان. 2012
```

مسلسل طاش ما طاش 16 2009
الساكنات بقلوبنا
اسوار 2
طاش ماطاش 16
37 درجه
ومسلسل 
منا وفينا 
قلب ابيض 
طالع نازل
المسرحيات التي انتجها وشارك فيها كممثل ومنتجها
مسرحية غترة وبرمودة
مسرحية دراكولا 
مسرحية المناحشين

## روابط خارجية
- عبد الله الفدعاني على موقع قاعدة بيانات الأفلام العربية